# Paul Cibis
Paul Cibis (* 1979) ist ein deutscher Konzertpianist.

## Leben
Paul Cibis ist ein Bruder von Robert Cibis. Er wurde in Lippstadt von Kumiko Udagawa-Watzinger unterrichtet und studierte dann Klavier in Hannover bei Karl-Heinz Kämmerling; es folgten Studien in Musikwissenschaft und Philosophie an Universitäten in Berlin und Guildhall School of Music and Drama in London. Von 1998 bis 2002 arbeitete er als Privatstudent mit Peter Feuchtwanger in London; seit 2002 ist er sein Assistent. Darüber hinaus gibt er regelmäßig Meisterkurse für Pianisten in Deutschland, China, Südkorea und Taiwan.
Von 2001 bis 2003 erweiterte Paul Cibis seine Ausbildung im Fach Liedbegleitung bei Graham Johnson und Robin Bowman an der Guildhall School of Music and Drama in London. In Meisterkursen und Privatstunden u. a. mit Hartmut Höll, Irwin Gage, Sarah Walker, Christa Ludwig, Thomas Hampson und Elisabeth Schwarzkopf rundete er seine Ausbildung als Liedpianist ab. 
Von 2005 bis 2009 arbeitete Paul Cibis als Vocal Coach am Trinity College of Music in London; weitere Lied Meisterkurse gibt er an der Academy for Performing Arts in Hongkong und dem Xinghai Conservatory of Music in Guangzhou, China.
Pianist Paul Cibis musizierte in zahlreichen Rundfunk- und Fernsehaufnahmen für Sender im In- und Ausland wie  WDR, 3Sat, BBC, CCTV. Konzerttourneen führten ihn mit Solo- und Duo-Programmen zu Festivals in Deutschland, Frankreich, Großbritannien, USA, Südafrika, Australien und Neuseeland. In den letzten Jahren kamen häufige Engagements in Asien hinzu, wo er u. a. in Hongkong, Guangzhou, Shanghai, Shenzhen und Peking zu hören war.
Als Liedpianist arbeitet Paul Cibis häufig mit der Sängerin Eva Meier zusammen.
Außerdem führt er seit 2009 weltweit gemeinsam mit Andreas Kern das Konzertformat Piano Battle auf.

## Veröffentlichungen

### Alben
- La Bonne Chanson. Ein CD-Album mit französischen Liedern und Klavierstücken von Berlioz, Fauré und Debussy, aufgenommen zusammen mit der deutschen Sängerin Barbara Senator (2008), Music Chamber[14]
- The Story In Mind. Ein CD-Album mit Klavierstücken des taiwanesischen Komponisten Kai-nan Huang (2011)[15]

### Einzeltitel
- 7-9 Three Songs: Poems By Ruth Dallas And Basil Downing: Piano – Paul Cibis, Tenor Vocals – Jose Aparicio  auf der Kompilation Douglas Lilburn – The Waiteata Collection Of New Zealand Music Volume IX - Douglas Lilburn: Salutes To Poets[16]